# Please Mr. Postman
Please Mr. Postman is een popnummer dat is geschreven door Georgia Dobbins, William Garrett, Freddie Gorman, Brian Holland en Robert Bateman. Het werd in 1961 voor het eerst opgenomen door de Amerikaanse meidengroep The Marvelettes. Het werd hun eerste en meteen ook grootste hit (nummer 1 in de Billboard Hot 100). In 1974 haalden The Carpenters ook een eerste plaats met het nummer.
Daarnaast is het nummer ook opgenomen door een aantal andere artiesten, waaronder The Beatles voor hun tweede langspeelplaat With the Beatles.
De ik-figuur vraagt de postbode of er soms een brief van de geliefde in de brieventas zit. De geliefde is ver weg en de ik-figuur zit al dagen op een brief te wachten.

## Versie van The Marvelettes
In april 1961 zocht een onbekende meidengroep, The Marvels, een liedje dat nog niet eerder was opgenomen om auditie mee te doen bij Berry Gordy, eigenaar van het platenlabel Motown. Georgia Dobbins, de solozangeres, kreeg van een vriend, William Garrett, het liedje Please Mr. Postman. Ze was er niet tevreden over en herschreef het grondig. Nog voor de auditie moest Dobbins echter wegens familie-omstandigheden de groep verlaten. Gladys Horton verving haar als solozangeres. Gordy veranderde de naam van de groep in The Marvelettes en schakelde nog drie liedjesschrijvers, Freddie Gorman, Brian Holland en Robert Bateman, in om nog wat veranderingen in het liedje aan te brengen. The Marvelettes bestonden op dat moment naast leadzangeres Gladys Horton uit Katherine Anderson, Wyanetta Cowart, Georgeanna Tillman en Wanda Young, die de achtergrondzang voor hun rekening namen. Als begeleidingsgroep traden (anoniem) Motowns vaste sessiemuzikanten The Funk Brothers op, met  Marvin Gaye als drummer en James Jamerson als bassist.
Het liedje werd uitgebracht op Tamla, een nevenmerk van Motown. Het was een onverwacht succes en haalde de eerste plaats in de Billboard Hot 100. Het was de eerste nummer 1-hit voor een artiest uit de Motown-stal. Nog in hetzelfde jaar, 1961, verscheen een langspeelplaat met dezelfde titel, Please Mr. Postman, waar het liedje ook op stond.
Het liedje is gebruikt in de film Mean Streets van Martin Scorsese uit 1973.
Een (minder succesvol) vervolg op Please Mr. Postman, dat inhaakt op de twistrage, is de tweede single van The Marvelettes Twistin' Postman, waarin de postbode uiteindelijk toch een brief van de boyfriend bezorgt. 

## Versie van The Beatles
In 1962 namen The Beatles Please Mr. Postman in hun repertoire op. Toen ze het nummer in 1963 opnamen voor hun tweede langspeelplaat With the Beatles, hadden ze het echter al een tijd niet meer gespeeld. Ze hadden negen takes nodig voor ze tevreden waren.
De bezetting was:
- John Lennon, solozang (overgedubd), slaggitaar, klappen
- Paul McCartney, achtergrondzang, basgitaar, klappen
- George Harrison, achtergrondzang, sologitaar, klappen
- Ringo Starr, drums, koebel, klappen

The Beatles pasten de songtekst op diverse plaatsen aan. Zo werden de regels "Why's it takin' such a long time / For me to hear from that boy of mine" veranderd in "I been waiting a long long time / Since I heard from that girl of mine" en werd "boyfriend" overal veranderd in "girlfriend".
Please Mr. Postman is een van drie Motown-covers op dit Beatles-album. De beide andere zijn Money (that's what I want) van Barrett Strong en You really got a hold on me van The Miracles.
Het nummer staat ook op The Beatles' Second Album, de derde langspeelplaat van The Beatles in de Verenigde Staten. Een liveversie (opgenomen 10 juli 1963, uitgezonden 30 juli 1963) staat op het dubbelalbum, On Air – Live at the BBC Volume 2 uit 2013.
In een aantal landen (Canada, Denemarken, Finland en ook Nederland) werd in 1964 een single uitgebracht met Roll over Beethoven als A-kant en Please Mr. Postman als B-kant. In Nederland haalde deze plaat de 38e plaats.
In de Verenigde Staten verscheen in hetzelfde jaar een ep met Roll over Beethoven, All my loving, This boy en Please Mr. Postman, onder de naam Four by the Beatles.

## Versie van The Carpenters
The Carpenters brachten het nummer op single uit in november 1974. Karen Carpenter zong weer over een "boy(friend)". Net als de versie van The Marvelettes haalde het nummer de eerste plaats in de Billboard Hot 100. In de Britse UK Singles Chart kwam het nummer tot de tweede plaats, in de Nederlandse Top 40 behaalde het een 33e plaats. Er werden meer dan 1 miljoen exemplaren van het plaatje verkocht.
In 1975 kwam het nummer uit op de langspeelplaat Horizon. Op de video Yesterday once more van 1985 (in 2002 opnieuw uitgebracht op DVD onder de naam Gold: Greatest hits) staat een videoclip van het nummer, opgenomen in Disneyland.
Juelz Santana gebruikte een fragment uit Please Mr. Postman van The Carpenters in zijn cd-single Oh Yes uit 2005.

## Andere versies
- Pat Boone nam het nummer in 1974 met zijn familie (onder de naam The Pat Boone Family) op als single op het label Motown.[7]
- The Saturdays zingen het nummer in de film Postman Pat: The Movie (Nederlandse versie: Pieter Post: De Film) van 2014.